# Halleyscher Komet
Der Komet Halley, auch Halleyscher Komet und offiziell 1P/Halley genannt, zählt seit langem zu den bekanntesten Kometen.
Er ist sehr lichtstark und kehrt im Mittel alle 75,3 Jahre wieder. Zuletzt kam er 1986 in Erdnähe; seine nächste Wiederkehr wurde für das Jahr 2061 berechnet.

## Eigenschaften

### Umlaufbahn
Der Halleysche Komet ist ein periodischer Komet, der alle 74 bis 79 Jahre in die Nähe der Erde kommt. Er ist der hellste unter den kurzperiodischen Kometen und kann mit bloßem Auge beobachtet werden.
„Halley“ hat eine sehr langgestreckte Ellipsenbahn, die sich vom sonnennächsten Punkt (Perihel) mit 0,586 AE zwischen den Bahnen der Planeten Merkur und Venus bis zum sonnenfernsten Punkt (Aphel) mit 35,082 AE im Bereich der Neptunbahn erstreckt. Die Bahnneigung seiner Umlaufbahn gegen die Ekliptik beträgt 162,262°.
Die Umlaufzeit variiert, weil die Bahn durch die Gravitation anderer Körper, besonders von Jupiter, beeinflusst wird. Zwischen 1835 und 1910 waren es weniger als 75 Jahre und zwischen 1222 und 1301 waren es 79 Jahre.

#### Periheldurchgänge
25. Mai 240 v. Chr.

13. Oktober 164 v. Chr.

06. August 87 v. Chr.

11. Oktober 12 v. Chr.

26. Januar 66

22. März 141

18. Mai 218

20. April 295

16. Februar 374

28. Juni 451

27. September 530

15. März 607

03. Oktober 684

21. Mai 760

28. Februar 837

19. Juli 912

06. September 989

21. März 1066

19. April 1145

29. September 1222

26. Oktober 1301

11. November 1378

10. Juni 1456

26. August 1531

27. Oktober 1607

15. September 1682

13. März 1759

16. November 1835

20. April 1910

09. Februar 1986

28. Juli 2061 (Vorhersage)

### Der Kometenkern

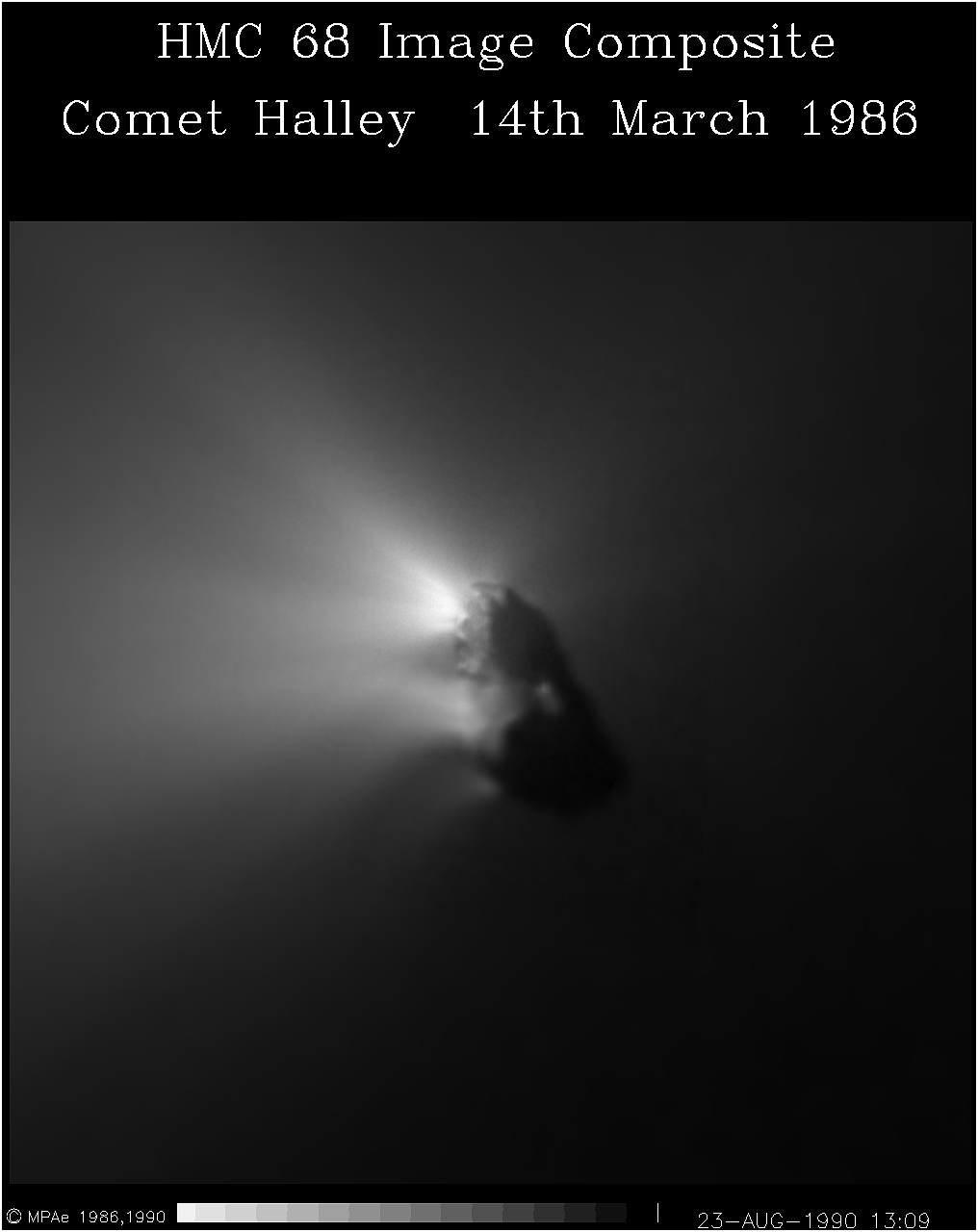
Giottos Aufnahme des Halleyschen Kometen

Auf den Bildern der Raumsonde Giotto ist der Kern des Kometen als unregelmäßig geformtes Gebilde mit Abmessungen von etwa 15,3 km × 7,2 km × 7,2 km erkenntlich. Das Volumen wurde zu rund 420 Kubikkilometer und die Dichte zu einem erstaunlich geringen Wert von 0,55 ± 0,25 g/cm³ ermittelt. Die Oberfläche des Kerns ist sehr dunkel (Albedo 0,05) und leicht rötlich (ähnlich einem P-Typ-Asteroiden). Der Kern rotiert mit einer Periode von 7,1 Tagen um seine Längsachse. Seine Präzessionsachse ist um 66° gegen die Längsachse geneigt. Die Präzessionsperiode beträgt nur 3,7 Tage und ist damit kürzer als seine Rotationsperiode, was ungewöhnlich ist. Die Bilder zeigten auch, dass ein Großteil der Oberfläche inaktiv ist: Nur von einigen abgegrenzten Regionen auf der der Sonne zugewandten Seite des Kerns wurden Gas und Staub in Form von Jets in den Weltraum geschleudert. Auch die Zusammensetzung dieses Materials wurde von Giotto gemessen: Wasser (80 % Vol.) und Kohlenmonoxid (10 %) dominieren, aber auch Methan, Ammoniak und andere Kohlenwasserstoffe wurden gefunden. Cyan trat nur in geringen Spuren auf.
Nach Forschungen der letzten Jahre besitzen langperiodische Kometen und jene Planetoiden, die außerhalb des Jupiter um die Sonne kreisen, viele Gemeinsamkeiten in Aufbau, Farbe, Dichte und Bahndynamik. Vielleicht ist der Halleysche Komet noch vor 3000 bis 10000 Jahren ein derartiges transneptunisches Objekt gewesen.

### Ständiger Verlust an Materie
Kometen sind in Erd- beziehungsweise Sonnennähe oft freiäugig sichtbar, verlieren allerdings – wenn sie kurze Umlaufzeiten haben – im Lauf der Jahrhunderte an Helligkeit. Dies hängt mit der Freisetzung von Gasen und Staub aus dem Kometenkern bei intensiverer Sonnenstrahlung zusammen. Das Material, das in weiterer Folge für die Bildung von Koma und Schweif verantwortlich ist, wird vom Sonnenwind „weggeblasen“ und geht dem Kometen so unwiederbringlich verloren. Für den Kometen Halley wurden in Sonnennähe Verlustraten von mehr als 50 Tonnen pro Sekunde ermittelt – der gesamte Materialverlust während der letzten Sonnenannäherung 1986 betrug 500 Mio. Tonnen (5 * 1011 kg), d. h. 0,25 % seiner Gesamtmasse.
In seiner „geschichtlichen“ Zeit ging dem Halleyschen Kometen daher mit jeder Annäherung an die Sonne ein merklicher Teil seines Materials verloren. Seit einigen Jahrhunderten ist sein „Ruf“ als besonders heller Komet nicht mehr ganz gerechtfertigt. So gab es seit seiner letzten Wiederkehr einige neu entdeckte, langperiodische beziehungsweise nicht-periodische Kometen, die „Halley“ deutlich an Leuchtkraft übertrafen, beispielsweise der Komet Hale-Bopp im Jahr 1997. Allerdings ist der Halleysche Komet noch immer der hellste unter den kurzperiodischen Kometen.
Reste des Halleyschen Kometen sind auch für zwei Meteorströme verantwortlich, nämlich für die Orioniden, die im Oktober eines jeden Jahres zahlreich auftreten, und die Eta-Aquariiden im Mai. Diese nur wenige Milligramm schweren Körnchen haben sich im Laufe der Zeit längs der gesamten Kometenbahn verteilt; wenn die Erde diese Bahn kreuzt, verglühen tausende dieser Körnchen pro Tag in ihrer Atmosphäre als Meteore oder „Sternschnuppen“. Beide Meteorströme sollen eine Periodizität von 12 Jahren haben, verursacht von Jupiter.

## Erforschung in der Vergangenheit
Der Komet wurde nach dem Mathematiker und Astronomen Edmond Halley (1656–1742) benannt, der wegen seiner Verdienste um die Bahnbestimmung von Kometen 1720 königlicher Astronom und Leiter der Sternwarte in Greenwich wurde. Während das Auftauchen von Kometen bis zu dieser Zeit noch als unvorhersagbar galt, entdeckte Halley im Jahr 1705, dass der von dem sächsischen Bauern und Astronomen Christoph Arnold als Erstem 1682 beobachtete Komet mit früheren Kometensichtungen in den Jahren 1531 (beschrieben von Petrus Apianus) und 1607 (beschrieben von Johannes Kepler und Ottmar Stab der Jüngere) identisch sein müsse, und sagte seine Wiederkehr für 1758 voraus.
Nachdem andere Forscher seine Berechnungen überprüften, erhielt der Schweifstern den Namen „Halley“. Nach dem Tod Halleys kehrte der Halleysche Komet tatsächlich zurück: Sein damaliges Wiedererscheinen wurde zuerst am 25. Dezember 1758 vom sächsischen Amateurastronomen Johann George Palitzsch beobachtet. Das Eintreffen der Vorhersage, dass ein Komet mit denselben Bahndaten wie die – ohne Teleskop zu sehenden – Kometen von 1531, 1607 und 1682 kommen würde, war 1758 ein großer, allen Menschen sichtbarer Erfolg der Newtonschen Gravitationstheorie – aber auch einmalig. Ein von Halley für 1789 vorausgesagter Komet kam nicht. Es ist auch überliefert, dass andere sich vergeblich „als Propheten versuchten“. Friedrich Wilhelm Bessel wertete 1804 auf Anregung von Franz Xaver von Zach die Beobachtungsdaten der englischen Astronomen Thomas Harriot und Nathaniel Torporley aus dem Jahr 1607 aus. Die Beobachtungen von Harriot erwiesen sich als deutlich präziser als diejenigen von Johannes Kepler, Christian Severin und Torporley und waren für genaue Berechnungen noch nicht berücksichtigt worden. In seiner Auswertung gelang es Bessel, alle hinreichend genauen Beobachtungen einheitlich zu reduzieren und die Bahndaten von 1607 nachträglich zu berechnen.
Erst 1822 wurde ein kleiner Komet (2P/Encke) auch als periodisch bestätigt.
Noch bei seiner Wiederkehr im Jahr 1910 versetzte der Komet viele Menschen in Angst: Kurz bevor die Erde den Schweif des Kometen am 19. Mai durchquerte, hatten Astronomen darin das giftige Gas Dicyan entdeckt:

„Während die wissenschaftlichen Beobachtungen, soweit heute bekannt wurde, meist nur negative Ergebnisse lieferten, hat das Volk besonders in den großen Städten den Durchgang in seiner Weise gefeiert, wobei Trinken und Skandal die Hauptsache waren […]“

## Darstellung in der Vergangenheit
Rückblickend wurde im Laufe der Zeit erkannt, dass der Komet seit 240 v. Chr. schon mindestens 25-mal beobachtet worden war. Eine der ersten bildlichen Darstellungen des Kometen findet sich auf dem Teppich von Bayeux (um 1070), die bekannteste ist vielleicht jene des Malers Giotto di Bondone (1266–1337), der sicherlich den Kometen 1301 gesehen hat und auch ihn zum Vorbild für die erste realistische Darstellung eines Kometen als Stern von Betlehem in dem Fresko Anbetung der heiligen drei Könige in der Cappella degli Scrovegni nahm.

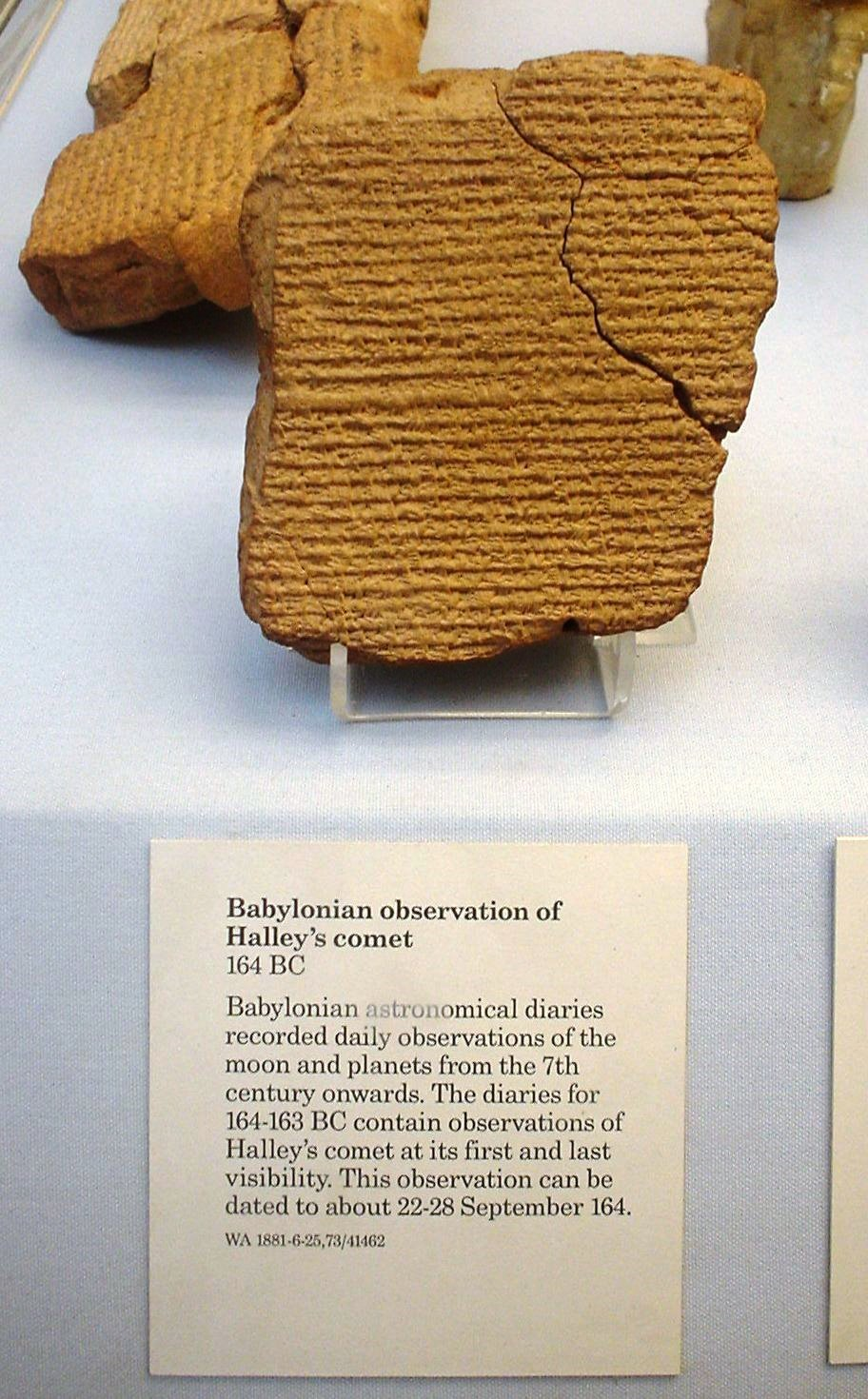
Babylonischer Keilschrifttext, der den Halleyschen Kometen dokumentiert, 164 v. Chr.
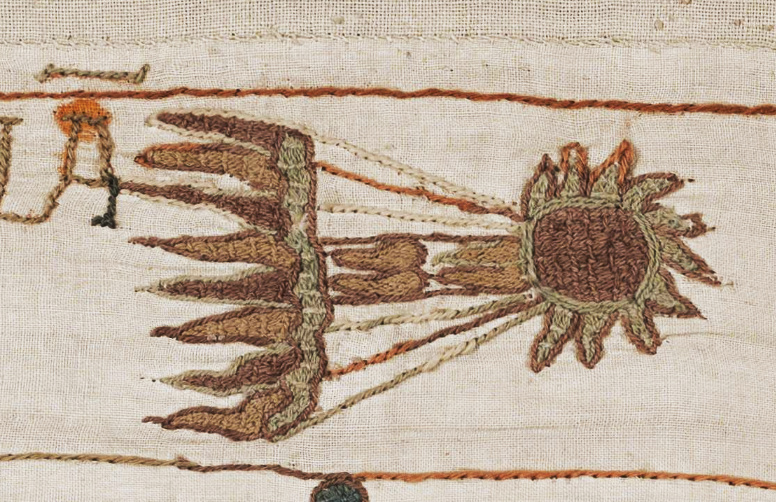
Darstellung des Kometen auf dem Teppich von Bayeux, vermutlich um 1070
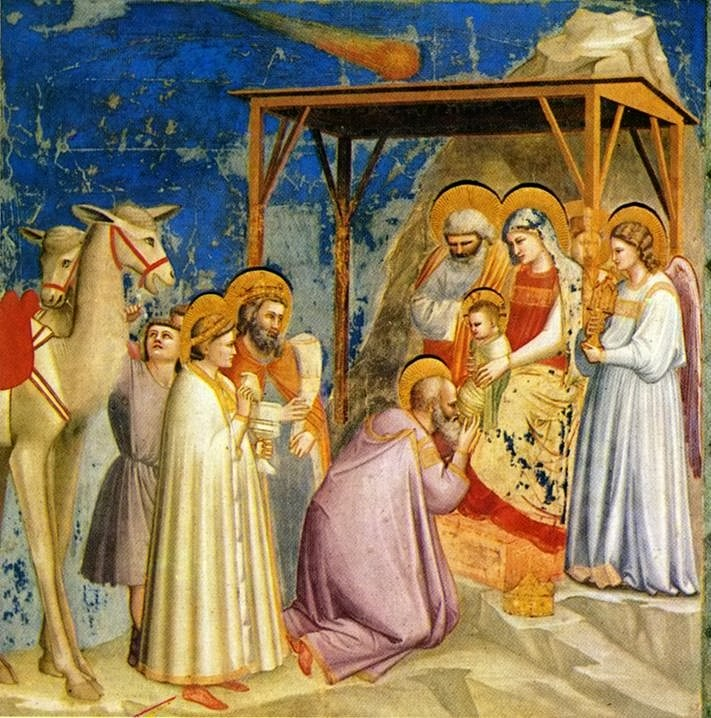
Anbetung der Heiligen drei Könige von Giotto di Bondone, entstanden 1304–1306

## Erforschung in der Moderne

Briefmarkenausgabe anlässlich der Giotto-Mission (Deutsche Bundespost 1986)

Der Halleysche Komet war 1985 das Ziel von fünf Raumsonden der ESA, Japans und der Sowjetunion, teilweise in internationaler Absprache. Es wird vermutet, dass Kometen aus einem Gemisch aus Eis, Gestein und Staub zusammengesetzt sind, das teilweise aus den Anfängen des Sonnensystems stammt. Daher ist die Erforschung dieser Himmelskörper auch zum Interessensgebiet der Kosmogonie und Kosmologie geworden.

Darstellung des Kometen auf dem Missionslogo des gescheiterten Fluges STS-51-L des Space Shuttle Challenger

Während sich die japanischen Sonden Sakigake und Suisei dem Kometen auf 7 000 000 km und 150 000 km näherten, kreuzten die sowjetischen Sonden Vega 1 und Vega 2 den Bugschock des Kometen und drangen bis auf rund 8800 km und 8000 km vor. Am erfolgreichsten war die ESA-Sonde Giotto (benannt nach dem oben erwähnten mittelalterlichen Maler), die sich dem Kern bis auf 596 km näherte und ihn direkt beobachten konnte.
Außerdem war für 1986 die Durchführung von zwei NASA-Space-Shuttle-Missionen geplant, bei denen Beobachtungen des Kometen unternommen werden sollten: STS-51-L und STS-61-E. Da die für die erste Mission verwendete Challenger bereits kurz nach dem Start zerstört wurde und infolgedessen bis zur Klärung der Unfallursache keine Space Shuttle mehr starten durften, konnte auch die zweite Mission, für die die Columbia vorgesehen war, nicht mehr ausgeführt werden.

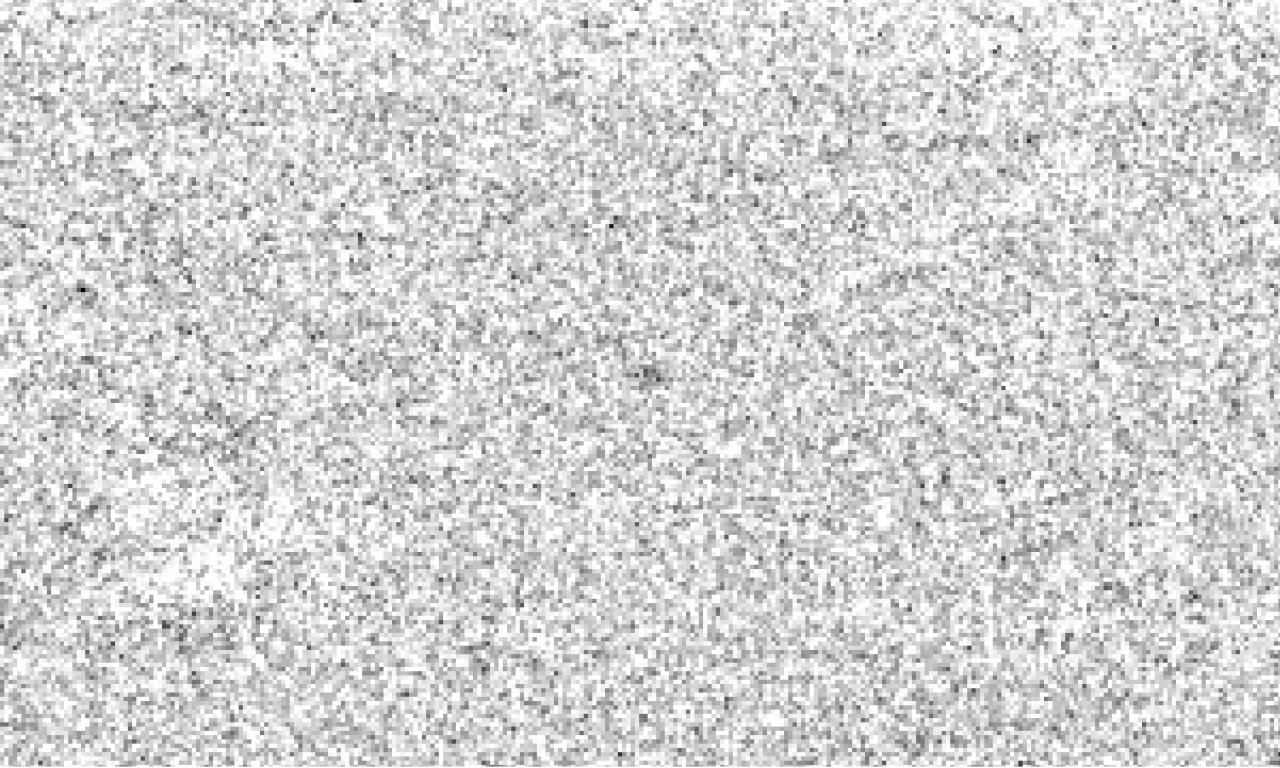
Halleys vorerst letztes Bild; aufgenommen über das VLT, im Jahr 2003 (weitere Einzelheiten auf der zugehörigen Bildbeschreibungsseite)

Die letzte Beobachtung des Kometen fand im März 2003 statt, und selbst wenn 1P/Halley im Dezember 2023 seinen sonnenfernsten Punkt (Aphel) erreicht, wäre er mit denselben Mitteln (Instrumente / Belichtungszeit / „Shift-Added Composite Photo“) der Europäischen Südsternwarte sichtbar.

## Trivia
- Die Lebensdaten des US-amerikanischen Schriftstellers Mark Twain entsprechen nahezu zwei Wiederkünften des Halleyschen Kometen: Twain wurde am 30. November 1835 geboren, genau zwei Wochen nachdem der Komet sichtbar geworden war. Er starb – fast auf den Tag genau wie von ihm erhofft – am 21. April 1910, einen Tag nach der Rückkehr des Kometen.
- Der Halleysche Komet von 1910 und der Johannesburger Komet trugen mit der ausgelösten allgemeinen Verunsicherung, „Panikmache“ und „Medienschelte“ sehr zum literarischen Expressionismus bei.[18]
- 1986 reiste der deutsche Schriftsteller Ernst Jünger (1895–1998) nach Kuala Lumpur, um den Kometen wiederzusehen: „Halley stand ebenso deutlich am Himmel wie damals zu Rehburg vor sechsundsiebzig Jahren, als ich ihn mit den Eltern und Geschwistern gesehen hatte. Kuala Lumpur, 15. April 1986“.[19] Diese Reise bildete den Rahmen für seine Gedanken in Zwei Mal Halley. Er konnte den Anblick von 1910 mit der 1986er Wiederkehr vergleichen: „Diesmal schien er mir etwas größer, doch ebensowenig imponierend wie damals – schweiflos, diffus, etwa wie ein Garnknäuel.“[20]